# Mangalwedha
 (mars 2024).
Mangalwedha, est une ville et un conseil municipal du district de Solapur dans l'État indien du Maharashtra. Lors du recensement de l'Inde de 2011, sa population s'élève à 21 824 habitants.